# (571) Дульсинея
(571) Дульсинея (исп. Dulcinea) — сравнительно небольшой астероид главного пояса, принадлежащий к светлому спектральному классу S. Он был открыт 4 сентября 1905 года немецким астрономом Паулем Гёцом в обсерватории Хайдельберг и назван в честь героини романа Сервантеса "Дон-Кихот" — Дульсинеи Тобосской.
Главной отличительной особенностью этого астероида является его малая скорость вращения вокруг своей оси — один оборот он совершает приблизительно за 126,3 часа, что составляет чуть больше 5 земных суток.